# Blickershausen
Blickershausen is een deel van de gemeente Witzenhausen in het district Werra-Meißner-Kreis in het noorden van Hessen in Duitsland. 
Blickershausen is een van oorsprong Hoogduits sprekende plaats, en ligt aan de Uerdinger Linie. 